# Brian Hill
Pour les articles homonymes, voir Hill.
Brian Hill, né le 6 octobre 1937 à Sheffield, était un joueur de football anglais, ayant joué à Sheffield Wednesday et au FC Bruges, en Belgique. Sa carrière a pris fin brutalement le 5 avril 1968 lorsqu'il s'est donné la mort.

## Carrière
Il a joué au total 122 matches pour Sheffield, et 11 pour Bruges. Il s'est suicidé en 1968, quelques mois après son arrivée en Belgique, ne pouvant supporter certains problèmes personnels.